# Mustasaari (ö i Finland, Södra Savolax, S:t Michel, lat 61,48, long 27,95)
Mustasaari är en ö i Finland. Den ligger i sjön Saimen och i kommunen Puumala i den ekonomiska regionen  S:t Michel och landskapet Södra Savolax, i den södra delen av landet, 220 km nordost om huvudstaden Helsingfors. Öns area är 4,1 hektar och dess största längd är 310 meter i sydöst-nordvästlig riktning.